# 프레드 핸슨

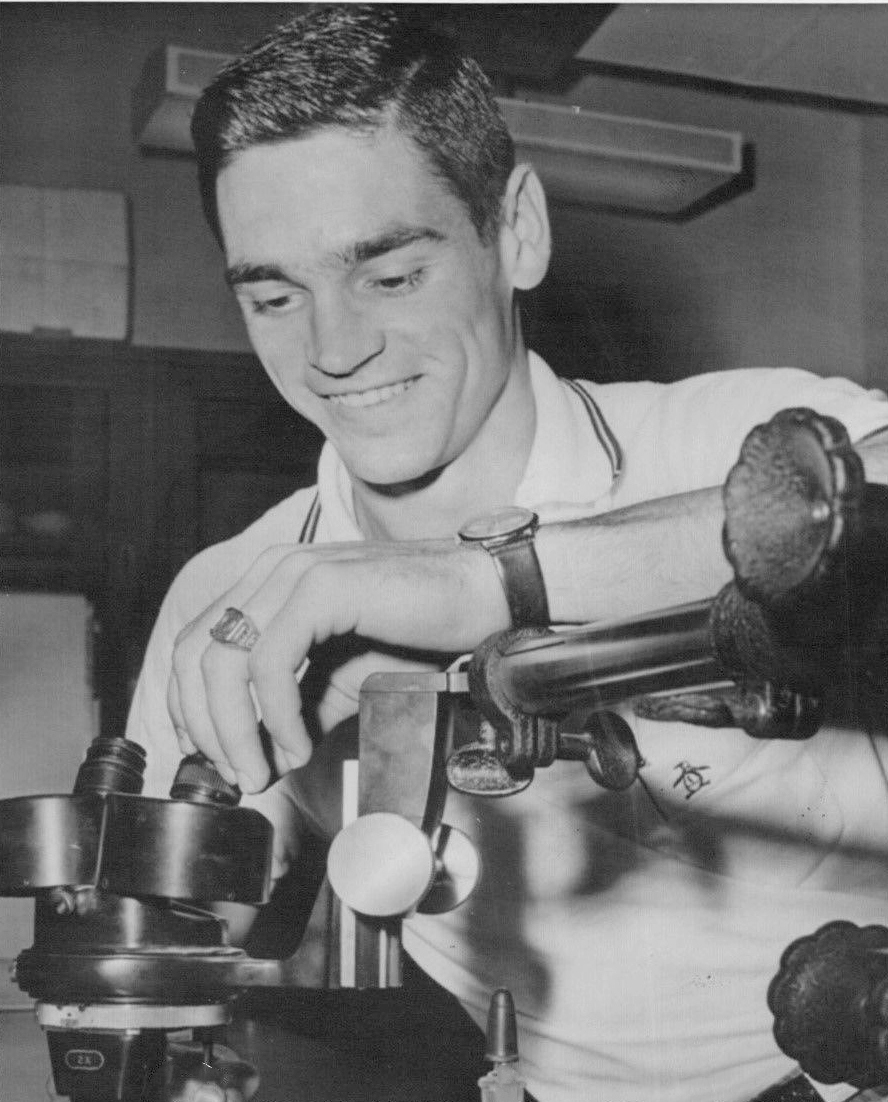

프레더릭 모건 ("프레드") 핸슨(Frederick Morgan ("Fred") Hansen, 1940년 12월 29일 ~ )은 전 미국의 육상 선수이며, 주로 장대높이뛰기에서 활약하였다.
텍사스주 큐어로에서 태어나 1963년 라이스 대학교를 졸업하였다.
1964년 도쿄 올림픽에서 올림픽 기록 5.10m와 함께 금메달을 획득하였다.
현재 휴스턴에 살면서 실습적인 치과 의사로 있다.